# Gargamala
Gargamala (oficialmente Santa María de Gargamala) es una parroquia española del municipio de Mondariz, perteneciente a la provincia de Pontevedra, en la comunidad autónoma de Galicia.

## Historia
Hacia mediados del siglo XIX, el lugar, por entonces referido como una feligresía, tenía contabilizada una población de 708 habitantes. Aparece descrito en el octavo volumen del Diccionario geográfico-estadístico-histórico de España y sus posesiones de Ultramar de Pascual Madoz con las siguientes palabras:

GARGAMALA (Sta. Maria): felig. en la prov. de Pontevedra (4 1/2 leg.), dióc. de Tuy (5), part. jud. de Puenteareas (2), ayunt. de Mondariz (1/2): sit. á la der. del r. Tea, con buena ventilacion y clima saludable. Comprende los l. de Barro, Boente, Chan do Rego, Medrelos, Morella y Rua, que reunen unas 180 casas. La igl. parr. (Sta. Maria) está servida por un cura de segundo ascenso y de provision del conde de Salvatierra. Confina el térm. N. y O. Frades; E. Sabajanes, y S. Mondariz: nacen en él 2 arroyos los cuales se dirigen de N. á S., y depositan sus aguas en el espresado r. Tea. El terreno participa de monte y llano y es de mediana calidad: los caminos son locales: el correo se recibe de Puenteareas. prod.: maiz, trigo, centeno, legumbres, vino, frtuas y pastos: cria ganado vacuno, lanar y cabrio; y hay caza de varias clases. ind.: la agricultura y algunos molinos harineros. pobl.: 177 vec., 708 alm. contr.: con su ayuntamiento. (V.)
(Madoz, 1847, p. 312)

En 2022, tenía empadronados 266 habitantes.

## Patrimonio
Hay en la parroquia una iglesia de Santa María.